# Fédération égyptienne de handball
Pour les articles homonymes, voir EHF.
La Fédération égyptienne de handball, en arabe : اتحاد كرة اليد المصري, est l'organisation nationale chargée de gérer et de promouvoir la pratique du handball en Égypte. Elle est classée 15e au classement mondial de l'IHF.
Son siège social est situé au Caire.
La fédération s'occupe :
- Équipe d'Égypte masculine de handball
- Équipe d'Égypte féminine de handball
- Championnat d'Égypte masculin de handball
- Championnat d'Égypte féminin de handball

Ancien logo de la fédération